# Roger Hewlett
Roger Hewlett est un acteur américain né le 2 mai 1958 à Joliet en Illinois.

## Filmographie partielle

### Cinéma
- 1989 : Road House, de Rowdy Herrington : Younger
- 1995 : Leprechaun 3, de Brian Trenchard-Smith
- 2008 : L'Échange, de Clint Eastwood : Bill Morelli